# Telephanus minutus
Telephanus minutus es una especie de coleóptero de la familia Silvanidae.

## Distribución geográfica
Habita en Jamaica.